# 黎同新
黎同新（1910年—1993年），男，江西宜丰人，中华人民共和国军事人物，中国人民解放军少将，曾任南京军区后勤部副政治委员。